# Vera Hildenbrandt
Vera Hildenbrandt (* 1971 in Trier) ist eine deutsche Literaturwissenschaftlerin. Sie ist Leiterin des Schiller-Nationalmuseums und des Literaturmuseums der Moderne.

## Leben
Hildenbrandt studierte in Trier deutsche und französische Philologie und promovierte bei Lothar Pikulik über Alfred Döblins Amazonas-Trilogie. Nach dem Studium arbeitete sie in verschiedenen Projekten am neu entstehenden Digitalisierungszentrum an der Universität Trier. Das wichtigste Projekt war die Digitalisierung des Grimm’schen Wörterbuchs. Sie war schließlich ab 2011 Geschäftsführerin des Trier Center für Digital Humanities, lehrte in der Germanistik und übernahm 2015–2017 die Vertretung der Professur für Digital Humanities an der Universität Trier. Seit 2019 arbeitete sie im Museum des Deutschen Literaturarchivs Marbach als wissenschaftliche Mitarbeiterin und stellvertretende Abteilungsleiterin des Museums. Seit Anfang 2022 leitet sie das Schiller-Nationalmuseum und Literaturmuseum der Moderne.

## Ausstellungen
- 2015: Virtuelles Museum Digital Humanities.[6]
- 2015: Vernetzte Korrespondenzen. Briefe aus dem Exil, Universitätsbibliothek Trier.
- 2017: Caspar Olevian-Ausstellung[7], Stadtbibliothek Trier.
- 2018: 20180 – 20 Jahre Trier Center for Digital Humanities, Universitätsbibliothek Trier.
- 2021: Punkt, Punkt, Komma, Strich, Literaturmuseum der Moderne.
- 2022: Abgedreht. Literatur auf der Leinwand.[8]
- 2022: Will’s Book – 400 Jahre Shakespeare’s First Folio.[9]

## Publikationen (Auswahl)
- Europa in Alfred Döblins Amazonas-Trilogie. Diagnose eines kranken Kontinents. Göttingen: V & R Unipress 2011 (Palaestra. Untersuchungen zur europäischen Literatur; Bd. 335).
- Das Caspar Olevian-Portal. In: Evangelischer Kirchenkreis Trier (Hrsg.): Caspar Olevian, die Reformation und Trier. Katalog zur Ausstellung in der Stadtbibliothek Trier zum 500. Jubiläum 2017 und zur virtuellen Ausstellung im Rahmen des Caspar-Olevian-Portals, Trier 2017, S. 15–17.
- mit Roland S. Kamzelak, Paul Molitor  und Jörg Ritter: „im Zentrum eines Netzes […] geistiger Fäden“. Erschließung und Erforschung thematischer Zusammenhänge in heterogenen Briefkorpora. In: Datenbank-Spektrum (2015), Februar. doi:10.1007/s13222-014-0177-7.
- mit Roland S. Kamzelak: „Im Exil erweitert sich die Welt“. Neue Zugangswege zu Korrespondenzen durch Visualisierung. In: editio. Internationales Jahrbuch für Editionswissenschaft 28/2014, S. 175–192.
- mit Theresia Biehl: „Alte Leute, müssen wir wieder mal unser Bündel schnüren“. Erna Döblins „Erste Briefe“ nach 1945. In: Das Ende des Exils? Briefe von Frauen nach 1945. Hg. von Irene Below, Inge Hansen-Schaberg, Maria Kublitz-Kramer. München 2014, S. 105‒116.